# بريفلي ديفولت
بريفلي ديفولت، والمعروفة باسم بريفلي ديفولت: فلاينغ فيري (باليابانية: ブレイブリーデフォルトフライングフェアリー، بوريبوري ديفوروتو: فوراينغو فياري) في اليابان، هي لعبة فيديو تقمص أدوار أنتجتها سكوير إنكس إلى نينتندو 3دي إس، وهي شبه تتمة للعبة الفيديو فاينل فانتاسي: أبطال النور الأربعة عام 2010. أصدرت أصلا في اليابان في عام 2012، وتم تطويرها من قبل سليكون ستوديو. وفي 17 أبريل 2013، تم الإعلان عن اللعبة التي ستصدر في أوروبا وأستراليا في عام 2013، وأمريكا الشمالية في عام 2014، وتم نشرها عن طريق نينتندو. تم إطلاق نسخة محدثة بعنوان بريفلي ديفولت: التكملة (باليابانية: ブレイブリーデフォルトフォーザ·シークウェル، بوريبوري ديفوروتو: فوزا شيكوويرو)، وصدرت في اليابان يوم 5 ديسمبر 2013. واستند الإصدار الغربي من اللعبة على النسخة المحدثة. ويماثل نظام الوظائف والمعارك على الموجود في فاينل فانتازي 5. وتظهر بها خاصة الواقع الزائد. تدور اللعبة حول أربعة أبطال شبان يرتحلون عبر عالم لوكسندارك في محاولة لإنقاذ هذه من الدمار وذلك بإيقاظ البلورات الأربعة.
استقبل النقاد اللعبة بشكل إيجابي للغاية. وتصدرت قائمة المبيعات الأسبوعية في اليابان وذلك في الأسبوع الأول من إطلاقها، مع أكثر من 140,000 نسخة. أعلن عن إنتاج تتمة بعنوان بريفلي ديفولت: إند لاير، في ديسمبر 2013 وأصدرت في اليابان يوم 23 أبريل 2015، وسيتم إصدارها في أمريكا الشمالية وأوروبا في عام 2016.

## روابط خارجية
- بريفلي ديفولت على موقع IMDb (الإنجليزية)